# Љубомир Бајаловић
Љубомир Бајаловић (Београд, 28. фебруар 1904 — Београд, 20. новембар 1956) је био правник. 
Гимназију и Правни факултет завршио је у Београду 1934. године. Докторирао је у Француској. По завршеним студијама био је у судској и адвокатској служби, а од 1938. хонорарни наставник, а затим професор на Економско–комерцијалној школи у Београду. 
За време окупације отпуштен је из државне службе. По ослобођењу професор је на Економском факултету у Београду. Учествовао је у изради послератних закона из области грађанског и привредног права. 
Био је делегат ФНРЈ у Европској економској комисији ОУН.